# ユンカース EF 128
Ju EF 128
ユンカースEF 128の模型。シュパイアー技術博物館の収蔵品。
- 用途：迎撃機
- 製造者：ユンカース社
- 運用者： ドイツ国（ドイツ空軍(予定)）

ユンカース EF 128は第二次世界大戦末期にドイツのユンカース社が設計したジェット戦闘機である。EF 128はドイツ空軍による緊急戦闘機計画に応じて開発された。
EF 128はハインケル HeS 011ターボジェットエンジンで駆動し、また4門のMK 108 機関砲で武装した。計画速度は高度7,000mにおいて1,000km/hに達していた。量産開始は1945年の中期ごろとして計画されていた。

## 経緯
1945年の初期、OKLは緊急戦闘機計画の一環として、He 162 フォルクスイェーガーを代替するための計画を打ち出した。この新型航空機はB-29戦略爆撃機のような高高度の脅威を処理するため、これに優越する性能の獲得を目指していた。この必要条件に適合させるため、動力が単発のハインケル HeS 011ターボジェットとなった。
この審査で公式に選ばれた設計案が、1945年2月に提出されたユンカース EF 128である。他のドイツの航空機メーカーにより提出された航空機の設計案には、メッサーシュミット P.1110、ハインケル P.1078、フォッケウルフ Ta 183、およびブローム・ウント・フォス P.212があった。
この先進的な戦闘機は、ドイツ航空機メーカーの間の非常に簡素な小型戦闘機（Miniaturjäger）よりも大きな興味を惹きつけていた。しかしこの時ドイツが降伏し、ただ1機の模型のみが製造された。この機体は構造に木材を含む後退翼を備えている。計画では、複座で全天候/夜間戦闘機とし、胴体を延長した派生型が存在する。

## 諸元
- 乗員:1～2名
- 全長:7.00m
- 全幅:8.90m
- 翼面積:17.60m2
- 翼舷長:4.5
- 最大離陸重量:4,077 kg
- 発動機:ハインケル HeS 011ターボジェットエンジン×1基・推力1,300kg
- 翼面荷重:3.14 kg / kp
- 最大速度:987km / h(高度1,000m)
- 上昇速度:最大21.1m / s
- 実用上昇限度:13,750m
- 固定武装:MK 108機関砲×4門またはMG 151/20 20mm機関砲×2門